# Развитие Западного Китая
Развитие Западного Китая (кит. упр. 西部大开发, пиньинь Xībù Dàkāifā) — политика китайских властей направленная на ускоренное развитие западных регионов страны. Политика затрагивает 6 провинций КНР (Ганьсу, Гуйчжоу, Цинхай, Шэньси, Сычуань, Юньнань), 5 автономных районов (Гуанси-Чжуанский, Внутренняя Монголия, Нинся-Хуэйский, Тибетский, Синьцзян-Уйгурский) и один город центрального подчинения (Чунцин)
Этот регион занимает 71,4% площади континентального Китая, однако здесь проживает всего 28,8% населения (на 2002) и производится 16,8% ВВП (на 2003).

## История
С возвращением к власти Дэн Сяопина в конце 1970-х Китай начал реформировать свою экономику, переходя от плановой экономики к рыночной. Прибрежные регионы Восточного Китая получили значительные выгоды от этих перемен, демонстрируя бурный экономический рост. В то же время западная часть Китая значительно отставала в экономическом развитии. Чтобы устранить эту диспропорцию в развитии Государственный совет КНР создал в январе 2000 специальную рабочую группу по развитию Западного Китая под руководством Чжу Жунцзи.

## Стратегия
Основные элементы стратегии развития включали в себя: развитие инфраструктуры (транспорт, энергетика, телекоммуникации и т. д.), привлечение иностранных инвестиций, усиление экологической безопасности (лесовозобновление), улучшение образования и предотвращение утечки мозгов. По состоянию на 2006 год на развитие инфраструктуры было потрачено более 1 триллиона юаней.

## Результаты
Западные регионы Китая на протяжении 6 лет подряд демонстрируют средний рост ВВП на уровне 10,6 %. Суммарный ВВП этих регионов достиг 3,33 триллиона юаней к 2005, по сравнению с 1,66 триллионов юаней в 2000.
Как пример развития инфраструктуры можно привести Чунцинский метрополитен открытый в 2005 — единственный метрополитен в Западном Китае